# GeoWeb

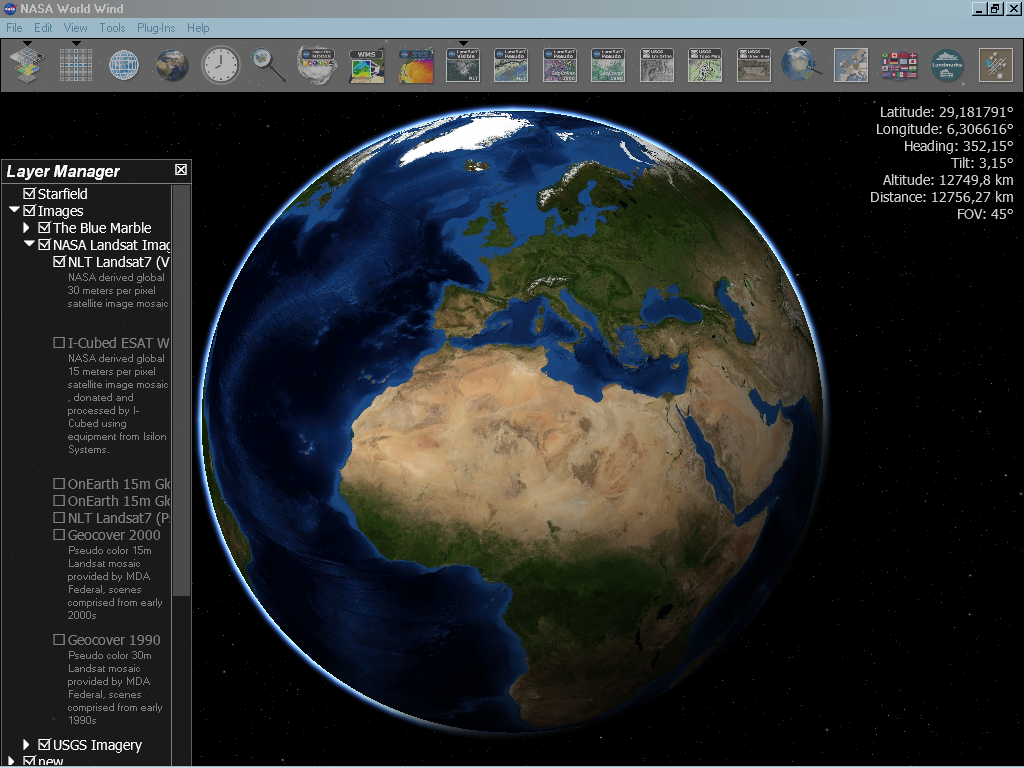
NASA World Wind, es un globo terráqueo virtual de código abierto con las estrellas y la atmósfera y la luz solar.

Del inglés Geospatial Web (pronunciación: 'gēō-spãy-shee-ăl wěb'), Web Geoespacial o Geoweb son redes de computadoras que acoplan geográficamente (por ejemplo, mapas bidimensionales) o geoespacial (imágenes por ejemplo tridimensionales) sistemas de capas de base con sistemas de superposición Geotag con el propósito de conexión de los usuarios con otros lugares en la red. Los Geonavegadores libres y populares de hoy son ejemplos de implementaciones de servicios Geoweb simples. Servicios de Geoweb complejos proporcionan a los usuarios acceso a las aplicaciones y archivos, en el contexto de ubicaciones físicas específicas en la tierra.
El concepto de un Web Geospatial pudo haber sido previamente introducido por el Dr. Charles Herring, en su artículo del Departamento de Defensa de EE. UU. Una Arquitectura del ciberespacio: La espacialización de Internet, 1994, Ejército de los EE. UU. Laboratorio de Investigación de Ingeniería de la Construcción.
Dr. Herring propuso el problema de definir el dominio físico en un equipo o ciberifraestructura, proporcionando en tiempo real y la fidelidad adecuada, requiere una ciberreferencia espacial o índice que combina tanto Internet Direccionamiento y jerárquica espacial.
Como tal, el Geoweb se caracteriza por la sincronización auto de direccionamiento de red, el tiempo y la ubicación. El Geoweb permitiría ubicación que se utilizará para autoorganizar todos los datos geoespaciales referencia disponibles a través de Internet.
El interés en una Geoweb ha avanzado por las nuevas tecnologías, conceptos y productos, específicamente la popularización del posicionamiento con GPS y con la introducción del iPhone en 2007. Globos virtuales como Google Earth y la NASA World Wind, así como sitios web de mapeo, como Google Maps, Live Search Maps, Yahoo Maps y OpenStreetMap han sido factores importantes en la sensibilización hacia la importancia de la geografía y la localización como un medio para la información del índice. El aumento en los métodos de desarrollo web avanzadas, como Ajax están proporcionando inspiración para mover GIS (Sistemas de Información Geográfica) en la web.
Las Etiquetas geográficas son iconos ubicados dentro de los Geonavegadores que, al hacer clic, realizan una operación de cálculo. En 2012, David Joshua Plage, AIA, conjeturó que etiquetas geográficas, ubicadas dentro Geonavegadores y asociados a direcciones postales, sería, en el futuro, ser invocadas por los usuarios de uno o varios de Seguridad como una Corporación (s) de servicio para conectar a los individuos, las empresas y las máquinas trabajando y compartiendo (edificio) propiedad de la información.
La recuperación de Información Geográfica (GIR), se ha convertido en una comunidad académica interesada en los aspectos técnicos de ayudar a la gente a encontrar información sobre lugares. Con el fin de hacer accesible la información de las aplicaciones orientadas geográficamente, coordinar metadatos debe ser creado a través de alguna forma de geocodificación o proceso geoanalisis. Después de obtener las coordenadas geográficas, deben ser indexados en formas útiles que permiten a las personas interactuar con la naturaleza no-geográfica de los contenidos, por ejemplo, ver fotografías o búsqueda de palabras clave.
Las cumbres semestrales Geoweb en Nueva York han cubierto la industria geoweb emergentes desde 2010, conectando GIS y LBS móviles con Internet de las cosas y la realidad aumentada.